# اگنیزکو، مسوویان ویوودشیپ
اگنیزکو، مسوویان ویوودشیپ (به لاتین: Agnieszkowo, Masovian Voivodeship) یک منطقهٔ مسکونی در لهستان است که در Gmina Szczutowo واقع شده‌است.